# 大阪シティバス
大阪シティバス株式会社（おおさかシティバス、英: Osaka City Bus Corporation）は、大阪府大阪市西区に本社を置く、路線バス・貸切バスを運行する事業者。大阪市高速電気軌道（Osaka Metro）の子会社。
コーポレートメッセージは「つなぎます 人・街・未来を」。

## 概要
元々は1988年に、大阪市交通局とその労働組合（大阪交通労働組合）が共同出資し、大阪市交通局のバス事業（大阪市営バス）の運行受託を請負うために設立された外郭団体としての企業であり、末期は3営業所の運行受託などを行っていた。
2017年3月28日に大阪市交通局の廃止議案が可決され、そのまま大阪市交通局のバス事業を譲受する受け皿企業となったものである。なお、大阪市交通局が保有していた大阪シティバスの株式は、大阪市交通局の鉄道事業を引き継ぐために設立された大阪市高速電気軌道株式会社に譲渡され、現在は同社の子会社となっている。
大阪市営バスからの移管路線以外に、自社運行路線として「USJ直行バス」・「IKEA ⇔ 梅田・大正 Express」・「IKEA ⇔ なんばExpress」の3路線がある。一方でBRT「いまざとライナー」と北区・福島区・生野区・平野区で運行しているオンデマンドバスの運行は大阪シティバスおよびOMタクシーあるいは地元タクシー会社（中者と後者はオンデマンドバスのみの受託）の数社に委託されてはいるものの、これらの路線の運営主体は親会社の大阪市高速電気軌道によって行われている（このため同社は暫定的に乗合バス事業に進出している）ため、自社路線扱いにはしていない。

## 沿革
- 1988年（昭和63年）6月20日：大阪市交通局と大阪交通労働組合の共同出資で「大阪運輸振興株式会社」設立。本店は大阪市西区千代崎三丁目北2番30号（現在の京セラドーム大阪内）にあった。
- 2002年（平成14年）4月1日：大阪市交通局より、USJ直行バスの運行業務が移管される。同時に、大阪市営バス古市営業所・住之江営業所の業務委託を受ける。
- 2005年（平成17年）4月1日：大阪市営バス長吉営業所の業務委託を受ける。
- 2006年（平成18年）4月1日：大阪市営バス酉島営業所の業務委託を受ける。また、大交労組の保有株式を交通局が買いあげ、実質100%子会社化を行う。
- 2007年（平成19年）4月1日：同じ大阪市交通局の外郭団体である交通サービスへニュートラムや長堀鶴見緑地線などの駅業務受託部門を譲渡する代わりに、交通サービスの保有していた自動車整備部門を譲り受ける。
- 2009年（平成21年）9月28日：大阪市議会決算特別委員会にて2010年3月末日で古市営業所を廃止することが表面化する。
- 2010年（平成22年）3月28日：古市営業所廃止に伴い、代替として大阪市営バス鶴町営業所の業務委託を受ける。
- 2013年（平成25年）4月1日：長吉営業所が廃止となり、受け持ちが3営業所となる。
- 2014年（平成26年）
  - 1月：新社名を一般公募する。
  - 4月1日：商号を「大阪シティバス株式会社」に変更。
  - 11月1日：IKEA鶴浜⇔大正Expressバスの運行を開始。
- 2016年（平成28年）2月1日：IKEA鶴浜⇔大正Expressバスを大阪駅前まで延伸し、IKEA⇔梅田・大正Expressとして運行開始。
- 2018年（平成30年）4月1日： 大阪市交通局のバス事業を譲受[1][2]、PiTaPaなど交通系ICカード全国相互利用サービスも継承。同日からIKEA ⇔ なんばExpressの運行を開始。
- 2019年（令和元年）12月7日： 深夜バス運行開始(大阪駅前発守口車庫前行1便)。2020年2月まで試験運行。同時にLINE Payの試験導入も行われた[3]。
- 2020年（令和2年）4月1日：関西空港リムジンバスの運行を開始[4]。
- 2021年（令和3年）5月24日：自衛隊大阪大規模接種センター（大阪府立国際会議場）行き臨時直行バス運行。
- 2024年（令和6年）5月28日：東成営業所開設[5]。
- 2024年（令和6年）12月25日：万博駐機場営業所開設[6]。
- 2025年（令和7年）3月1日：港営業所開設[7]。

## 本社・営業所・訓練施設

### 本社所在地
- 大阪市西区九条南一丁目12番62号 大阪市高速電気軌道本社ビル（旧大阪市交通局本庁舎）6階

### 担当系統
- 営業所ごとの担当系統は、出入庫等で本数の少ないもの、区間便等は除いた。
- 営業所名の後に記した括弧内の文字は、配置車両の側面および後面窓ガラスに貼られる所属営業所を示すシールの表記である[注釈 1]。

### 現行営業所
所在地は守口営業所を除いてすべて大阪市
- 井高野営業所（井）南海バス(株)に管理委託。
  - 所在地…東淀川区井高野4丁目3-59
  - 開設年月日…1964年4月1日
  - 担当系統…10・11・11A・27・34・35・37・50・78・83・86・93・95
- 中津営業所（中）
  - 所在地…北区中津6丁目9-32
  - 開設年月日…1961年4月1日
  - 担当系統…8・36・38・39・41・42・53・57・58・60・69・75・88・90・92・97
- 守口営業所（守）
  - 所在地…守口市京阪本通1丁目10-23
  - 開設年月日…1935年9月4日（1946年3月6日閉鎖、1947年11月16日再開）
  - 担当系統…10・18・19・21・31・34・35・36・45・46・53・78・97および大阪市高速電気軌道から運行を受託しているBRT1・BRT2
- 住吉営業所（住）
  - 所在地…住吉区万代東3丁目5-22
  - 開設年月日…1939年6月1日
  - 担当系統…1・5・6・12・13・22・24・30・35A・54A・54B・62・63・64・65・67・85
- 住之江営業所（ス）
  - 所在地…住之江区新北島1丁目2-50
  - 開設年月日…1962年9月15日
  - 担当系統…2・3・4・9・14・15・16・17・25・29・33・48・49・54D・61A・61B・70・70急・71・73・76・89・91・91急
- 鶴町営業所（ツ）
  - 所在地…大正区鶴町4丁目11-55
  - 開設年月日…1967年9月30日
  - 担当系統…51・55・60・70・70急・71・72・80・87・88・90・91・91急・94・98
- 酉島営業所（酉）
  - 所在地…此花区酉島4丁目1-11
  - 開設年月日…1994年12月17日（春日出営業所から移転）
  - 担当系統…15急・36・41・43・51・52・56・58・59・60・75・79・81・82・84・88・森之宮1・森之宮2
- 東成営業所（ヒ）
  - 所在地…東成区大今里西3丁目2-17
  - 開設年月日…2024年5月28日（大阪シティバスとして）
  - 担当系統…大阪市高速電気軌道から運行を受託しているオンデマンドバスのみ
- 港営業所（港）
  - 所在地…港区福崎3丁目1-81
  - 開設年月日…2025年3月1日（大阪シティバスとして）
  - 担当系統…大阪・関西万博シャトルバスのみ
- 万博駐機場営業所（略称不明）
  - 開設年月日…2025年3月1日
  - 担当系統…大阪・関西万博シャトルバスのみ

### 廃止営業所
- 古市営業所（古）（2010年3月28日廃止）
- 長吉営業所（ナ）（2013年4月1日廃止）
  - いずれも大阪運輸振興時代に廃止されている。

### 訓練施設
- 港トレーニングセンター（2018年に開設。旧・大阪市営バス港営業所跡地を利用して2018年より自社の運転訓練場とした[8][注釈 2]）。なお、民営化後に再開した港営業所に併設。

## 移管路線以外の路線
いずれの路線も担当は酉島営業所（USJ直行バスは大阪市営バスの路線移管時に住之江営業所より移管）。これらの路線は運賃は現金のみの取扱となり、PiTaPa・ICOCAなどの交通系ICカード（ただし「IKEA鶴浜シャトルバス」は使用可能）、Osaka Metro・大阪シティバスが発行する1日乗車券「エンジョイエコカード」、回数乗車券、共通全線定期券は利用できない。
- IKEA鶴浜シャトルバス

2024年4月1日から運行を開始した。IKEA鶴浜と大阪駅前をなんば（湊町リバープレイス前）・大正橋経由で結ぶ路線バスである。2024年3月まではIKEA鶴浜と大阪駅前をドーム前千代崎・大正橋経由で結ぶ「IKEA⇔梅田・大正 Express」として運行されていたものを、IKEA鶴浜となんばを結ぶ「IKEA⇔なんば Express」と統合したものである。統合により交通系ICカードでの支払いができるようになったが、地下鉄・バスとの乗継割引は適用されない。
「IKEA⇔梅田・大正 Express」は2014年11月1日から2016年1月31日までは「IKEA鶴浜⇔大正 Expressバス」としてIKEA鶴浜とドーム前千代崎を大正橋経由で結んでいた。また、「IKEA⇔なんば Express」は2018年3月まではIKEA鶴浜とJR難波駅（OCAT前、運行開始当初は高島屋大阪店北西の国道25号上に停留所があった）を結ぶ無料シャトルバスとして運行されていたもので、同日から一般路線バス化されたものである。
- USJ直行バス

地下鉄住之江公園とユニバーサル・スタジオ・ジャパン（USJ）をATC経由で結ぶシャトルバスである。事前予約可能で、全区間一般道経由だが座席定員制のため立席での乗車はできない。なお、途中停留所ではUSJ行きは乗車のみ、地下鉄住之江公園行きでは降車のみ可能である。2020年2月29日より長期運休中である。2014年10月4日から2017年2月28日まで堺駅西口から出発していた。
- 天満橋駅・大阪ビジネスパーク・大阪城公園駅⇔関西国際空港（関西空港リムジンバス）

2020年4月1日から運行を開始した路線で、京阪バス・関西空港交通との共同運行。事前予約可能で座席定員制のため立席での乗車はできない。新型コロナウイルス感染拡大による利用客減少で同年11月1日から予約制を休止したが、2021年2月1日から運休となっている。

## 運賃
- IKEA⇔梅田・大正Express／IKEA⇔なんばexpress
  - 大人 : 210円／小児 : 110円
- ユニバーサル・スタジオ・ジャパン行バス
  - 大人 : 620円／小児 : 310円
- 関西空港リムジンバス
  - 大人 : 1600円／子供 : 800円
- IKEA 鶴浜／ユニバーサル・スタジオ・ジャパン行バス／ 関西空港リムジンバス以外のバス路線については、上に記載してあるを閲覧。

## 車両
自社の保有車両は、USJ直行バスおよびIKEA⇔梅田・大正Express及びなんばExpressの運行に供する車両と教習車のみであったが、2018年4月1日より大阪市交通局のバス事業引き継ぎにより、元市営バス車両全てが移籍し、大阪シティバスの所属となった。
大阪シティバスが以前より所有している車両は、大阪市交通局や東京都交通局（都営バス）で一般の路線バスとして使われたのを転用改造したもので、USJ直行バス用については前扉のみを使用し立席乗車はできなくなっている。なお、元・東京都交通局の車両はIKEA関連の一部車両のみであり、他は元・大阪市交通局の車両となっていた。
2019年に一般路線バス初の新車として、これまで大阪市交通局時代の塗装であった従来車とは異なり、大阪シティバスオリジナルの新塗装（事実上の移行記念塗装車）を施したいすゞ・エルガを3種の塗装で各2台ずつの合計6台導入した。
2020年8月、路線車のデザインを一新すると発表。事実上の移行記念塗装車であった2019年購入車とは異なる新デザインとなり、2020年11月以降に投入される10台を皮切りに、車両置き換えに合わせて全路線車をこの色に変更する予定だが、以前とは異なり、従来車両の塗替えは行わない。新デザイン車両は車体前部をこれまでのイメージである緑、中央部をホワイト、後部を大阪シティバス・Osaka Metroをイメージするブルーの3色となる。
2022年3月、三菱UFJフィナンシャル・グループから企業版ふるさと納税を活用した寄付により、住之江営業所にて大阪市内初の水素燃料バスの運行を開始した。
2023年7月27日、EVモーターズ・ジャパンから納入されたEVバス2両が56系統および59系統で運行を開始した。 2035年度までに、全てのディーゼル車両をEV化することを目指している。
2024年4月26日及び30日、EVバスの運行が3両増大し、これまでの系統に加え、81系統、88系統でも運行を開始した。EVバスは 2025年大阪・関西万博開催までに174両が導入予定となっている。

2024年11月10日、EVバスを使用した自動運転レベル4を見据えた実証実験が森ノ宮で開始された。営業路線での実験は初となる。

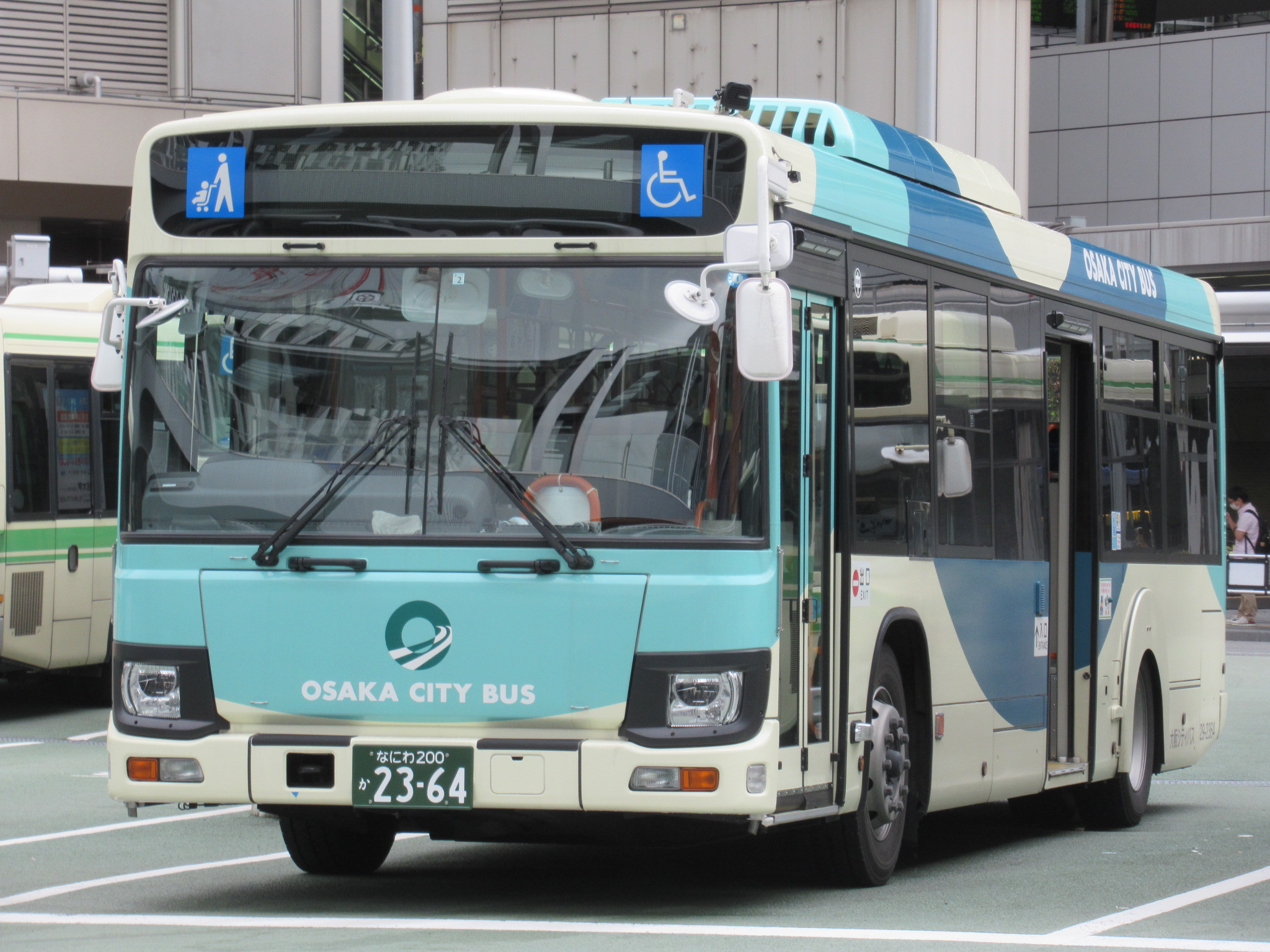
民営化記念塗装
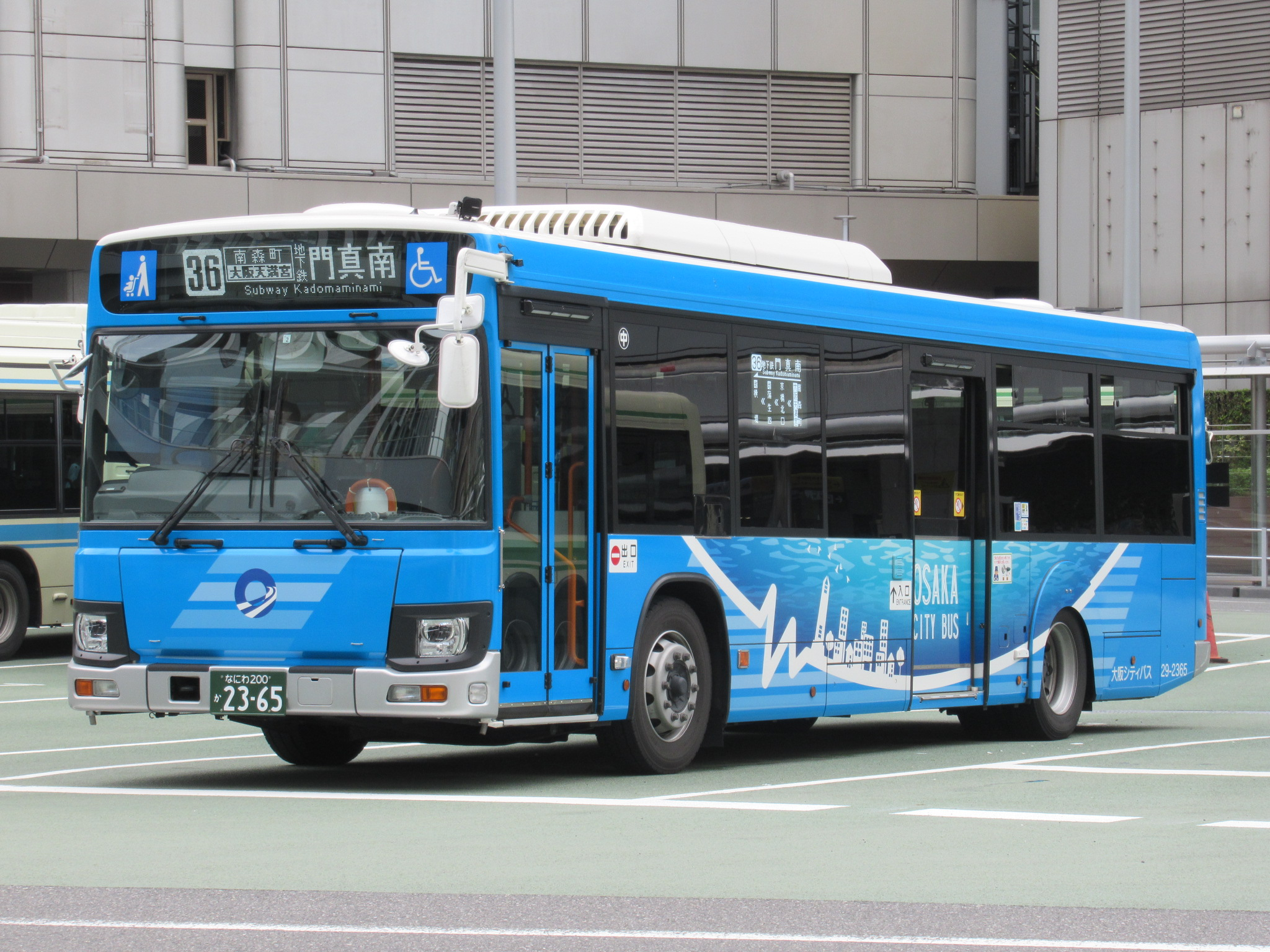
民営化記念塗装
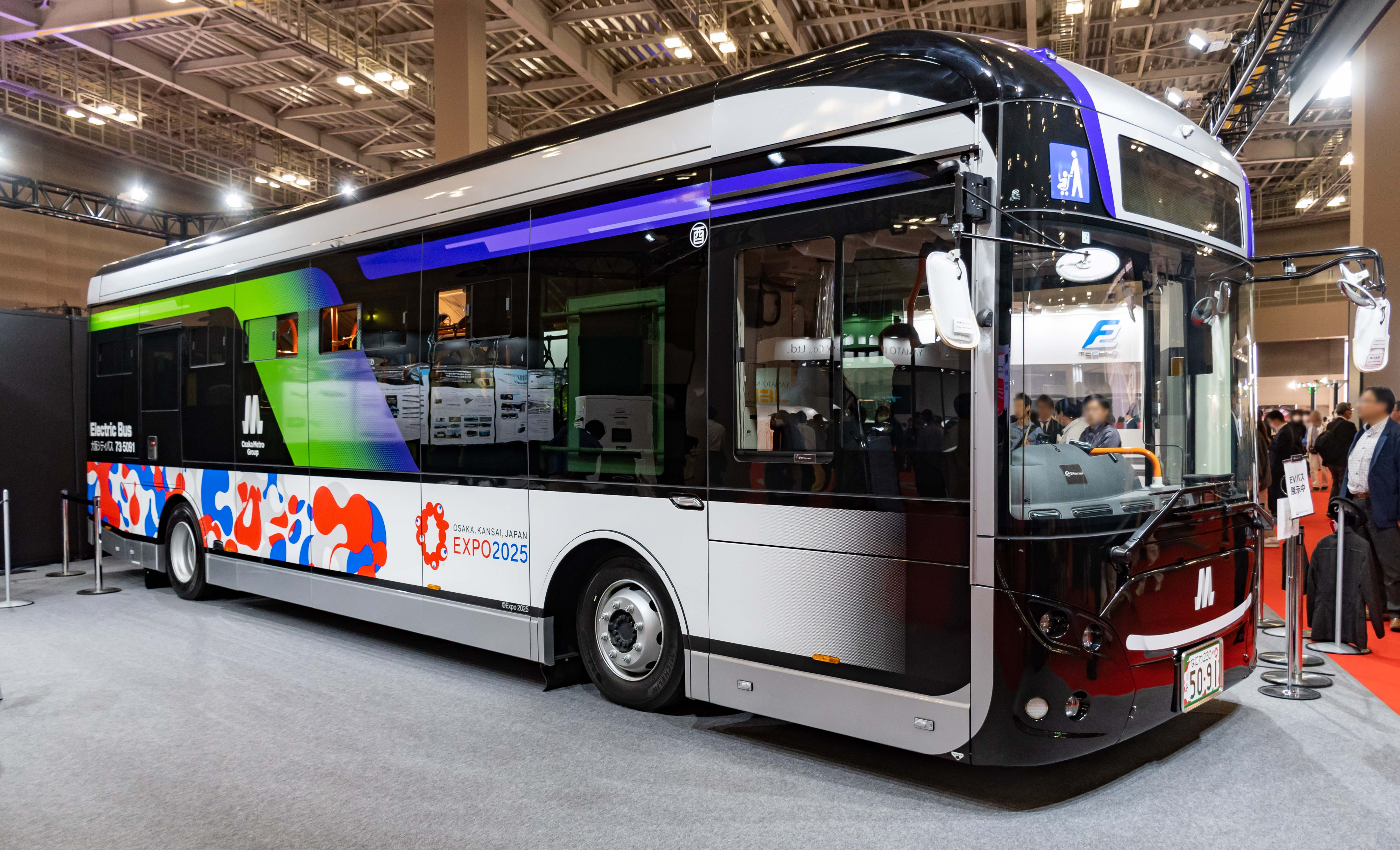
Japan Mobility Show 2023で展示されたEVバス
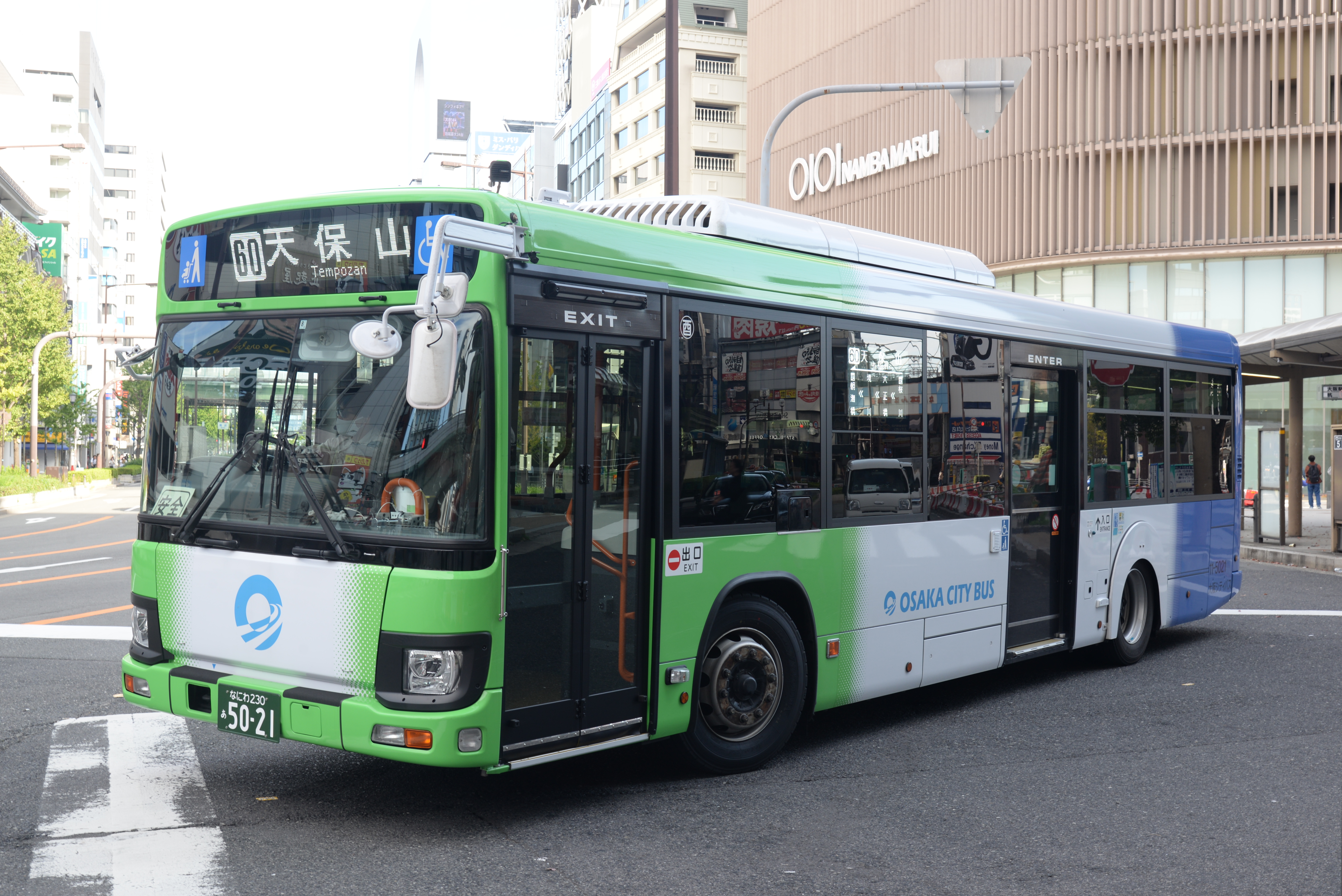
新塗装

## ナンバープレートについて
- 守口営業所以外の営業所は全て大阪市内に所在するので、それらの営業所に所属する車両は「なにわ」ナンバーとなる（なにわ200か・なにわ230◎）。
- 守口営業所は守口市に所在するので、守口営業所に所属する車両は「大阪」ナンバーとなる（大阪200か・大阪230◎）。
  - 守口営業所と他営業所相互間の転属によりナンバープレートが変わる場合、局番を維持する（局番の下4桁はナンバープレートの番号で決まる）ため、希望番号制度を利用する（大阪230◎・なにわ230◎、◎：あいうえかきくけこを）。